# 南佐久郡
南佐久郡（日语：／ Minamisaku gun */?）為長野縣轄一郡。
現轄有以下2町4村。
- 佐久穗町
- 小海町
- 川上村
- 南牧村
- 南相木村
- 北相木村